# Glodeni (Pucioasa), Dâmbovița
Glodeni este o localitate componentă a orașului Pucioasa din județul Dâmbovița, Muntenia, România.